# Jacques Burger
Jacques Burger (Windhoek, 9 giugno 1983) è un ex rugbista a 15 namibiano, attivo in carriera nel ruolo di terza linea ala.

## Biografia
Burger inizia la sua carriera in Sudafrica al Griquas e, dopo una parentesi in Francia nelle file dell'Aurillac, nel 2008 passa in Currie Cup ai Blue Bulls.
Vicino al trasferimento in Giappone, nel 2009 viene contattato da Brendan Venter e si accorda con i Saracens giocando in Inghilterra fino alla fine della carriera. Rapidamente il namibiano si guadagnò la reputazione di uno dei placcatori più ostici della English Premiership e il riconoscimento di Player of the year nel 2011. Durante il suo periodo ai Saracens ha vinto tre titoli Premiership nel 2011, 2015, giocando entrambe le finali, e nel 2016 e una European Rugby Champions Cup nel 2016..
È stato capitano della Namibia e ha fatto il suo debutto internazionale con lo Zambia nel 2004. Ha partecipato con la nazionale ai Coppa del Mondo di rugby 2007 e 2011. Al termine di quest'ultima è stato premiato come uno dei 5 giocatori più forti del torneo.
A seguito di una commozione cerebrale contro la Georgia nella Coppa del Mondo di rugby 2015 Burger ha annunciato il suo ritiro dal rugby internazionale.

### Vita privata
Burger risiede a Stampriet. Lavora nella fattoria di famiglia, allevando bestiame.

## Palmarès
- Super Rugby: 1
Bulls: 2009
- Currie Cup: 1
Blue Bulls: 2009
- Premiership: 3
Saracens: 2010-11, 2014-15, 2015-16
- Coppe Anglo-Gallesi: 1
Saracens: 2014-15
- Champions Cup: 1
Saracens: 2015-16